# شیبوکاوا شونکای
شیبوکاوا شونکای (به ژاپنی: 渋川 春海 Shibukawa Shunkai); ۲۷ دسامبر ۱۶۳۹ – ۱ نوامبر ۱۷۱۵) ستاره‌شناس اهل ژاپن در دوره ادو بود.